# Angelo Badalamenti
Angelo Badalamenti (ur. 22 marca 1937 w Nowym Jorku, zm. 11 grudnia 2022 w Lincoln Park) – amerykański kompozytor pochodzenia włoskiego; często współpracował z reżyserem Davidem Lynchem.
W 1990 otrzymał nagrodę Grammy w kategorii Best Pop Instrumental Performance za temat muzyczny do serialu Miasteczko Twin Peaks.

## Życiorys

### Młodość
Urodził się w Brooklynie w rodzinie włoskich imigrantów. Matka Sycylijka, ojciec właściciel sklepu rybnego. Znaczną część swojego dzieciństwa Badalamenti spędził słuchając oper i innej muzyki poważnej. Studiował w Eastman School of Music i Manhattan School of Music, gdzie otrzymał tytuł magistra muzyki.

### Kariera
Napisał muzykę do takich filmów jak Gordon’s War i Law and Disorder, ale przełom nastąpił wtedy, gdy uczył śpiewu Isabellę Rossellini do piosenki Blue Velvet do filmu Davida Lyncha pod tym samym tytułem. Rossellini miała śpiewać Song to the Siren Tima Buckleya, ale Lynchowi nie udało się uzyskać praw. Wtedy razem z Badalamentim napisali utwór Mysteries of Love. Lynch poprosił muzyka, by pojawił się w filmie jako pianista w nocnym klubie, gdzie występuje postać grana przez Rossellini. Ten film stał się początkiem współpracy obu artystów.
Po skomponowaniu muzyki do wielu filmów z mainstreamu takich jak Koszmar z ulicy Wiązów III: Wojownicy snów i W krzywym zwierciadle: Witaj św. Mikołaju, napisał muzykę do kultowego serialu Lyncha Miasteczko Twin Peaks, z utworami śpiewanymi przez Julee Cruise. Wiele z tych piosenek Cruise umieściła na swoim albumie Floating into the Night. Inne produkcje Lyncha z muzyką Włocha to filmy: Dzikość serca, Twin Peaks: Ogniu krocz ze mną, Zagubiona autostrada, Prosta historia i Mulholland Drive (gdzie Badalamenti zagrał gangstera pijącego kawę z ekspresu) oraz seriale: Na antenie i Hotel Room. Inne filmy z jego muzyką to telewizyjne Diabelskie polowanie oraz kinowe Nagi w Nowym Jorku, Miasto zaginionych dzieci, Bardzo długie zaręczyny, Kult, Dark Water – Fatum i Sekretarka. Stworzył także muzykę do gry komputerowej Fahrenheit, która została doceniona. Stworzył też muzykę do filmów Paula Schradera Auto Focus, Wszystko dla gości i Dominion: Prequel to the Exorcist. W 2005 skomponował motywy do filmu Napola, które zostały adaptowane przez Normanda Corbeila.

### Współpraca
W 1966 współtworzył piosenkę Visa to the Stars do płyty The In Sound From Way Out! Perrey and Kingsley. Także aranżował i wyprodukował dwa solowe albumy Perry’ego dla Vanguard Records, podpisując się pseudonimem Andy Babble. W 1987 zaoferował swoje usługi brytyjskiemu zespołowi Pet Shop Boys, aranżując senny i melancholijny utwór It Couldn’t Happen Here. Utwór był podwaliną dla motywu Laury Palmer z Miasteczka Twin Peaks z 1990, kiedy aranżował smyczki do dwóch utworów z płyty Pet Shop Boys Behavior.
W 1993 roku podjął współpracę z zespołem thrash metalowym Anthrax przy tworzeniu Black Logde, utworu inspirowanego Miasteczkiem Twin Peaks z albumu Sound of White Noise. W 1995 roku skomponował, napisał aranżacje i wyprodukował płytę Marianne Faithfull A Secret Life. W 1996 roku Badalamenti razem z Timem Boothem z zespołu James, jako Booth and the Bad Angel, wydali album dla Mercury Records. W 2000 roku razem z zespołem Orbital napisał utwór Beached do filmu Niebiańska plaża. W 2004 roku napisał muzykę do filmu Morderca ze wschodu z Dolores O’Riordan, która zaśpiewała tytułową piosenkę i z którą współpracował.

### Styl
Posługiwał się głównie fortepianem wzbogaconym o instrumenty smyczkowe. Często pojawiały się też instrumenty perkusyjne, przede wszystkim wibrafon. Chętnie balansował między gatunkami – od ciężkiego rocka przez country po jazz.

## Filmografia
Filmy, do których napisał muzykę:

- 2021: Here After reź. Harry Greenberger – motyw przewodni[4]
- 2018: Powrót z zaświatów (Between Worlds) reź. Maria Pulera – motyw przewodni[4]
- 2017: Twin Peaks (serial tv) reż. David Lynch
- 2015: Guldkysten reź. Daniel Dencik
- 2013: Stalingrad reź. Fiodor Bondarczuk
- 2012: Późny kwartet (A Late Quartet) reź. Yaron Zilberman
- 2011: Un baiser papillon reż. Karine Silla
- 2010: A Woman reź. Giada Colagrande
- 2009: Kochanek w szafie (44 Inch Chest) reź. Malcolm Venville
- 2008: Granice namiętności (The Edge Of Love) reż. John Maybury
- 2006: Kult (The Wicker Man) reż. Neil LaBute
- 2008: Oko (The Eye) reż. David Moreau i Xavier Palud  – muzyka niewykorzystana w filmie[4]
- 2005: Fahrenheit (gra komputerowa)
- 2005: Dark Water – Fatum (Dark Water) reż. Walter Salles
- 2005: Dominium. Egzorcysta: Prequel (Dominion: Prequel to the Exorcist) reż. Paul Schrader
- 2004: Bardzo długie zaręczyny (Un long dimanche de fiançailles) reź. Jean-Pierre Jeunet
- 2004: Morderca ze wschodu (Evilenko) reź. David Grieco
- 2004: Fabryka zła (Napola – Elite für den Führer) reż. Dennis Gansel
- 2003: Ruch oporu (Resistance) reż. Todd Komarnicki
- 2003: Suspended Animation reż. John D. Hancock
- 2003: Niezwyciężony (Undefeated) reż. John Leguizamo
- 2003: The Company reż. Robert Altman
- 2002: Sekretarka (Secretary) reż. Steven Shainberg
- 2002: Auto Focus reż. Paul Schrader
- 2002: Śmiertelna gorączka (Cabin Fever) reż. Eli Roth
- 2002: Przeciwnik (L’Adversaire) reż. Nicole Garcia
- 2002: Przyciemniony pokój (Darkened Room) reż. David Lynch
- 2002: Niebezpieczne związki (Les Liaisons dangereuses) (miniserial tv)
- 2002: Króliki (Rabbits) (serial tv) reż. David Lynch
- 2002: jesteśmy snem (Lathe of Heaven) reż. Philip Haas
- 2001: Mulholland Drive (Mulholland Dr.) reż. David Lynch
- 2001: Julie Johnson reż. Bob Gosse
- 2001: Ta miłość (Cet amour-là) reż. Josée Dayan
- 2001: Suspended Animation reż. John D. Hancock
- 2000: Niebiańska plaża (Beach) reż. Danny Boyle
- 2000: Cząstka Edenu (A Piece of Eden) reź. John D. Hancock
- 1999: Prosta historia (The Straight Story) reż. David Lynch
- 1999: Święty dym (Holy Smoke) reź. Jane Campion
- 1999: Arlington Road reż. Mark Pellington
- 1999: Na zawsze moja (Forever Mine) reż. Paul Schrader
- 1999: Story of a Bad Boy reż. Tom Donaghy
- 1999: Dziewczyna na moście (La Fille sur le pont) reż. Patrice Leconte
- 1997: Ostatni Don (The Last Don) (miniserial tv) reż. Graeme Cilfford – motyw przewodni[4]
- 1997: The Blood Oranges reż. Philip Haas
- 1997: Cracker (serial tv)
- 1996: Zagubiona autostrada (Lost Highway) reż. David Lynch
- 1996: Portret zabójcy (Profiler) (serial tv) – motyw przewodni[4]
- 1995: Miasto zaginionych dzieci (La Cité des enfants perdus) reż. Jean-Pierre Jeunet i Marc Caro
- 1994: Diabelskie polowanie (Witch Hunt) reż. Paul Schrader
- 1994: Za drzwiami Actors Studio (Inside the Actors Studio) (program tv)
- 1993: Hotel Room (serial tv) reż. David Lynch
- 1993: Nagi w Nowym Jorku (Naked in New York) reż. Daniel Algrant
- 1992: Twin Peaks: Ogniu krocz ze mną (Twin Peaks: Fire Walk with Me) reż. David Lynch
- 1992: Na antenie (On the Air) (serial tv) reż. David Lynch
- 1990: Dzikość serca (Wild at Heart) reż. David Lynch
- 1990: Miasteczko Twin Peaks (Twin Peaks) (serial tv) reż. David Lynch
- 1990: Wszystko dla gości (The Comfort of Strangers) reż. Paul Schrader
- 1990: Symfonia przemysłowa nr 1 (Industrial Symphony No. 1: The Dream of the Broken Hearted) reż. David Lynch
- 1989: W krzywym zwierciadle: Witaj św. Mikołaju (National Lampoon’s Christmas Vacation) reź. Jeremiah S. Chechik
- 1989: Byle do wiosny (Wait Until Spring, Bandini) reż. Dominique Deruddere
- 1989: Kuzyni (Cousins) reż. Joel Schumacher
- 1987: Koszmar z ulicy Wiązów III: Wojownicy snów (A Nightmare on Elm Street 3: Dream Warriors) reż. Chuck Russell
- 1986: Blue Velvet reż. David Lynch
- 1974: Law and Disorder reż. Ivan Passer
- 1973: Gordon’s War reż. Ossie Davis